# Servance
Servance és un municipi francès situat al departament de l'Alt Saona i a la regió de Borgonya - Franc Comtat. L'any 2007 tenia 900 habitants.

## Demografia

### Població
El 2007 la població de fet de Servance era de 900 persones. Hi havia 375 famílies, de les quals 114 eren unipersonals (47 homes vivint sols i 67 dones vivint soles), 146 parelles sense fills, 103 parelles amb fills i 12 famílies monoparentals amb fills.
La població ha evolucionat segons el següent gràfic:
Habitants censats

### Habitatges
El 2007 hi havia 571 habitatges, 390 eren l'habitatge principal de la família, 154 eren segones residències i 27 estaven desocupats. 505 eren cases i 66 eren apartaments. Dels 390 habitatges principals, 302 estaven ocupats pels seus propietaris, 78 estaven llogats i ocupats pels llogaters i 10 estaven cedits a títol gratuït; 10 tenien dues cambres, 46 en tenien tres, 119 en tenien quatre i 215 en tenien cinc o més. 358 habitatges disposaven pel capbaix d'una plaça de pàrquing. A 176 habitatges hi havia un automòbil i a 159 n'hi havia dos o més.

### Piràmide de població
La piràmide de població per edats i sexe el 2009 era:
| Homes | Edats   | Dones |
| ----- | ------- | ----- |
| 0     | 95 o +  | 0     |
| 0     | 90 a 94 | 0     |
| 8     | 85 a 89 | 8     |
| 12    | 80 a 84 | 12    |
| 28    | 75 a 79 | 32    |
| 28    | 70 a 74 | 80    |
| 16    | 65 a 69 | 36    |
| 40    | 60 a 64 | 28    |
| 32    | 55 a 59 | 32    |
| 44    | 50 a 54 | 52    |
| 24    | 45 a 49 | 24    |
| 16    | 40 a 44 | 12    |
| 24    | 35 a 39 | 8     |
| 36    | 30 a 34 | 32    |
| 24    | 25 a 29 | 28    |
| 0     | 20 a 24 | 20    |
| 20    | 15 a 19 | 28    |
| 8     | 10 a 14 | 36    |
| 48    | 5 a 9   | 16    |
| 20    | 0 a 4   | 24    |

## Economia
El 2007 la població en edat de treballar era de 521 persones, 366 eren actives i 155 eren inactives. De les 366 persones actives 334 estaven ocupades (193 homes i 141 dones) i 32 estaven aturades (14 homes i 18 dones). De les 155 persones inactives 87 estaven jubilades, 23 estaven estudiant i 45 estaven classificades com a «altres inactius».

### Ingressos
El 2009 a Servance hi havia 399 unitats fiscals que integraven 891 persones, la mediana anual d'ingressos fiscals per persona era de 15.260 €.

### Activitats econòmiques
Dels 30 establiments que hi havia el 2007, 2 eren d'empreses alimentàries, 2 d'empreses de fabricació d'altres productes industrials, 4 d'empreses de construcció, 6 d'empreses de comerç i reparació d'automòbils, 2 d'empreses de transport, 3 d'empreses d'hostatgeria i restauració, 1 d'una empresa d'informació i comunicació, 1 d'una empresa financera, 1 d'una empresa immobiliària, 2 d'empreses de serveis, 4 d'entitats de l'administració pública i 2 d'empreses classificades com a «altres activitats de serveis».
Dels 10 establiments de servei als particulars que hi havia el 2009, 1 era una oficina de correu, 1 una oficina bancària, 2 tallers de reparació d'automòbils i de material agrícola, 1 paleta, 2 fusteries, 1 perruqueria i 2 restaurants.
Dels 4 establiments comercials que hi havia el 2009, 1 era una botiga de més de 120 m², 1 una botiga de menys de 120 m², 1 una fleca i 1 una botiga de material de revestiment de parets i terra.
L'any 2000 a Servance hi havia 22 explotacions agrícoles que ocupaven un total de 348 hectàrees.

## Equipaments sanitaris i escolars
El 2009 hi havia 1 farmàcia i 1 ambulància.
El 2009 hi havia una escola elemental.

## Poblacions més properes
El següent diagrama mostra les poblacions més properes.